# تشارلي بوث
تشارلز أوتو أو تشارلي أو بوث الابن (من مواليد 2 ديسمبر 1991العمر ( 30)) هو مغني وكاتب أغاني ومنتج تسجيلات أميركي من أصول ألمانية ويهودية أشكنازية. اكتسب شعبية لأول مرة في عام 2015 من خلال موقع يوتيوب، وحصل على اعتراف دولي للكتابة والغناء بعد إصداره أغنية «أراكَ مُجددًا» (بالإنجليزية: See you again)‏ بالتعاون مع ويز خليفة (بالإنجليزية: wiz Khalifa)‏، المأخوذ من فيلم السرعة والغضب 7 وهي من كتابته وإنتاجه، ولاقت الأغنية نجاحًا تجاريًا كبيرًا، وتصدرت الترتيب ضمن أعلى 10 في 26 بلد، مثل: هولندا وهونغ كونغ وفرنسا، وحققت رقم مشاهدة ضخم على اليوتيوب قدر إلى حدود شهر أغسطس سنة 2017 بثلاثة مليارات مشاهدة.
لشارلي عدد أخر من الأغاني أهمها (بالإنجليزية: Marvin guy)‏ مع ميغان تراينور (بالإنجليزية: megan trianor)‏ التي احتلت الترتيب 25 في بيلبورد الأمريكي و (بالإنجليزية: dangerously)‏ و (بالإنجليزية: call away)‏ و (بالإنجليزية: We don’t talk anymore )‏ برفقة المغنية الأمريكية سيلينا غوميز التي حصدت ما يقارب ملياري مشاهدة على اليوتيوب، وأغنية (بالإنجليزية: attention)‏ التي أنتجها في 2017 والتي احتلت المركز الخامس في ترتيب الأغاني الأمريكي بيلبورد هوت 100، كما أطلق أحدث ألبوم له في يناير 2017 بعنوان "Voicenotes" كما تصدر كليب "How Long" قائمة الاهتمامات على يوتيوب والتي حصدت 133 مليون مشاهدة منذ 19 أكتوبر 2017.

## روابط خارجية
- تشارلي بوث على موقع IMDb (الإنجليزية)
- تشارلي بوث على موقع روتن توميتوز (الإنجليزية)
- تشارلي بوث على موقع ميوزك برينز (الإنجليزية)
- تشارلي بوث على موقع أول ميوزيك (الإنجليزية)
- تشارلي بوث على موقع ديسكوغز (الإنجليزية)
- تشارلي بوث على موقع قاعدة بيانات الفيلم (الإنجليزية)
- الموقع الرسمي